# Jake Nava
Jake Nava (nacido en Londres, Inglaterra) es un director de videos musicales y comerciales inglés.

## Videografía
| - Lulu - "Goodbye Baby and Amen" - Mark Morrison - "Crazy" [Remix] - Mark Morrison - "Return of the Mack" - Mark Morrison - "Horny" - Shola Ama - "You Might Need Somebody" - Shola Ama - "You're the One I Love" - The Bee Gees - "Still Waters (Run Deep)" - 911 - "All I Want Is You" - Lo Fidelity Allstars con Pigeonhed - "Battle Flag" - Me One - "Old Fashioned" - Urban Species con Imogen Heap - "Blanket" - Beverley Knight - "Made It Back" - Beverley Knight - "Greatest Day" - Shola Ama - "Still Believe" - Tina Turner - "Whatever You Need" - Jamelia - "Call Me" - True Steppers con Dane Bowers y Victoria Beckham - "Out of Your Mind" - Glamma Kid - "Bills 2 Pay" - Spice Girls - "Holler" - Dane Bowers - "Shut Up... And Forget About It" - Roni Size/Reprazent - "Dirty Beats" - Blue - "Too Close" - Victoria Beckham - "Not Such an Innocent Girl" - Mis-Teeq - "B with Me" - Ms. Dynamite - "It Takes More" - Atomic Kitten - "It's OK" - Atomic Kitten - "Tide is High" - Ms. Dynamite - "Dy-na-mi-tee" - The Cranberries - "Stars" - Holly Valance - "Naughty Girl" - Atomic Kitten - "The Last Goodbye" - Atomic Kitten - "Be with You" - Big Brovaz - "OK" - Mis-Teeq - "Scandalous" - Lisa Maffia - "All Over" - Audio Bullys - "Way Too Long" - Des'ree - "It's Okay" - Nodesha - "Get It While It's Hot" - Beyoncé con Jay-Z - "Crazy in Love" - Mis-Teeq - "Can't Get It Back" - Beyoncé con Sean Paul - "Baby Boy" - 112 con Supercat - "Na, Na, Na" - Blaque - "I'm Good" - Nodesha - "That's Crazy" - Kelis - "Milkshake" | - Kyle Minogue - "Red Blooded Woman" - Enrique Iglesias con Kelis - "Not in Love" - Holly Valance - "State of Mind" - Beyoncé - "Naughty Girl" - Natasha Bedingfield - "Single" - Dido - "Don't Leave Home" - Usher - "Burn" - Utada - "Easy Breezy" - Brandy - "Who is She 2 U" - Britney Spears - «My Prerogative» - Mis-Teeq - "One Night Stand" [Versión Estadounidense] - Lindsay Lohan - "Rumors" - Natalie Imbruglia - "Shiver" - Lindsay Lohan - "Over" - Destiny's Child - "Cater 2 U" - Rooster - "You're So Right for Me" - System of a Down - "B.Y.O.B." - Lindsay Lohan - "First" - Mariah Carey - "Shake It Off" - Mariah Carey con Jermaine Dupri - "Get Your Number" - Rolling Stones - "Streets of Love" - Paul Oakenfold con Brittany Murphy - "Faster Kill Pussycat" - George Michael - "An Easier Affair" - Robbie Williams - "Lovelight" - P!nk - "Nobody Knows" - Roll Deep - "Badman" - Beyoncé con Shakira - "Beautiful Liar" - Leona Lewis - "Run" - Beyoncé - "If I Were a Boy" - Beyoncé - "Single Ladies (Put a Ring on It)" - Britney Spears - "If U Seek Amy" - Shakira - "She Wolf/Loba" - Little Boots - "New in Town" - Pixie Lott - "Cry Me Out" - Shakira - "Shakira Good Stuff Tour 2010" - Adele - "Someone like you" - Beyoncé - "Partition" - Beyoncé - "***Flawless" - Beyoncé - "Grown Woman" - Arctic Monkeys - "Arabella" - Lana Del Rey - "Shades of Cool" |

### 2015
- Lana Del Rey - "High by the beach"

### 2016
- Florrie - "Real Love"
- Calvin Harris ft Rihanna - "This Is What You Came For"
- Selena Gomez - "Kill em with Kindness"